# Kalanchoe delagoensis
Kalanchoe delagoensis, известен преди като Bryophyllum delagoense и често наричан „майка на милиони“ или „полилей“, е сукулентно растение, родом от Мадагаскар. Подобно на други членове на Bryophyllum (сега включени в род Каланхое), то е в състояние да се размножава вегетативно от фиданки, които се развиват по листата му.

## Разпространение и вреди
Способността на този вид за вегетативно размножаване, неговата толерантност към суша и популярността му като декоративно растение, са свързани с това, че този вид се превръща в инвазивен плевел на места като Източна Австралия и много тихоокеански острови. В неотропиците колибрита понякога опрашват това неместно растение.
Kalanchoe delagoensis е нежелан, тъй като измества местните растения и съдържа bufadienolide cardiac glycosides, които могат да причинят фатално отравяне, особено при паша на животни като говеда. През 1997 г. 125 глави едър рогат добитък са умрели, след като са яли този вид в резерват за пътуващ стоков резерв до Moree, New South Wales, Австралия.
В австралийските щати Нов Южен Уелс и Куинсланд този вид и неговите хибриди са обявени за вредни плевели.

## Галерия
- Хабитат
- Листа с фиданки
- Цвят